# Alexandra Ferenc-Lemoine
Pour les articles homonymes, voir Lemoine.
Alexandra Ferenc-Lemoine, née le 1er avril 1928 à Dachnów, est une gymnaste artistique française.

## Biographie
Aux Championnats du monde de gymnastique artistique 1950, elle est médaillée de bronze au saut de cheval.
Elle est sacrée championne de France du concours général en 1952 et en 1953.
Elle dispute à l'âge de 24 ans les Jeux olympiques d'été de 1952 à Helsinki, sans obtenir de podium.